# Artur Harazim
Artur Mariusz Harazim (ur. 15 sierpnia 1968 w Kielcach) – polski dyplomata, ambasador RP w Belgii (2012–2016).

## Życiorys
Pochodzi z Czerwionki-Leszczyny. Ukończył prawo na Uniwersytecie Śląskim (1992), studia podyplomowe z zakresu prawa europejskiego w Kolegium Europejskim w Brugii (1993), program dyplomatyczny w Hoover Institution na Uniwersytecie Stanforda (1994) oraz na George Washington University School of Law w Waszyngtonie (1999).
Z Ministerstwem Spraw Zagranicznych związany od 1993. W 1995 został naczelnikiem wydziału w Departamencie Prawno-Traktatowym. Od 1996 do 2001 pracował w Ambasadzie RP w Waszyngtonie. W latach 2002–2003 był szefem zespołu przygotowującego traktat akcesyjny. W latach 2004–2008 pełnił funkcję koordynatora wydziału ds. parlamentarnych i prawnych w Stałym Przedstawicielstwie RP przy UE w Brukseli, brał udział m.in. w przygotowaniu traktatu konstytucyjnego, a następnie traktatu lizbońskiego. W 2008 został zastępcą dyrektora Departamentu Unii Europejskiej, a następnie dyrektorem tamże (do 2009) i dyrektorem Departamentu Polityki Europejskiej (2010–2012). Pełnił również funkcję pełnomocnika ministra spraw zagranicznych do spraw przygotowania przewodnictwa w Radzie UE. 24 stycznia 2012 został mianowany ambasadorem w Belgii. Odwołano go z dniem 31 lipca 2016. Następnie do września 2020 pełnił funkcję dyrektora Akademii Dyplomatycznej MSZ. W kwietniu 2021 został zastępcą dyrektora Protokołu Dyplomatycznego MSZ, a w styczniu 2024 dyrektorem Departamentu Prawno-Traktatowego MSZ.
Został też wykładowcą na Wydziale Nauk Społecznych Uniwersytetu Śląskiego.

## Życie prywatne
Artur Harazim zna język angielski i francuski. Jego żona Joanna również została dyplomatą. Mają trójkę dzieci.

## Odznaczenia i wyróżnienia
- Krzyż Kawalerski Orderu Odrodzenia Polski (2011)[12]
- Krzyż Komandorski Orderu Gwiazdy Polarnej (Szwecja, 2011)[3]
- Krzyż Kawalerski Narodowego Orderu Zasługi (Francja, 2015)[3]
- Krzyż Wielki Orderu Leopolda II (Belgia, 2015)[3]
- Honorowe wyróżnienie Karolinka za zasługi dla gminy i miasta Czerwionka-Leszczyny (2013)[2]